# 秘祭
『秘祭』（ひさい）は、1984年に石原慎太郎が発表した小説。1998年に新城卓によって映画化、2011年に川島なお美主演で演劇化された。

## 概要
発表当時、石原は自由民主党衆議院議員であった。
小説の舞台となった島は、八重山列島の新城島をモデルにしたとされる。新城島ではアカマタ・クロマタという祭祀が行われ、1970年代にはヤマハリゾートによるリゾート開発が行われていた。

## ストーリー
建設会社社員の高峯は、リゾート開発を推進するため沖縄県の八重山列島にある人口50人の小島に送り込まれた。島民とのコミュニケーションを大切にしようとするが、島民しか関われない島の因習に反発を覚えてしまう。

## 映画

### スタッフ
- 監督・製作：新城卓
- プロデューサー：石矢博、平岡正明
- 原作・脚本：石原慎太郎（『秘祭』新潮社、1984年1月）
- 撮影：鈴木達夫
- 編集：井上治
- 記録：生田透子
- 美術：稲垣尚夫
- 音楽：知名定男
- 助監督：井上隆、中田信一郎

### キャスト
- 大鶴義丹：高峯敏夫
- 倍賞美津子：宮良部タカ子
- 田村高廣：宮良部ヨシオ
- 本田博太郎：今村プロデューサー
- 石原良純：タカヒサ
- 三木のり平：平良進
- 嘉手苅林昌：南風原徳章
- 本郷功次郎
- 津村鷹志
- 梅津栄

## 舞台
2011年8月30日-9月4日にスペース・ゼロで上演

### スタッフ
- 主催：ダモアエムシープロモーション
- 監修：新城卓
- 脚本：守口悠介
- 演出：郷田拓実
- 演出助手：小形知巳
- 舞台監督：中西輝彦
- 音響：内藤博司
- 照明：成瀬一裕
- 美術：奥村康彦
- 映像：栗山聡之・上田一郎
- 衣装：三大時志保美
- 音楽：清水一雄・藤岡洋
- 振付[中谷水嶺
- キャスティング：村上正剛
- プロデューサー：和田敦也

### キャスト
- 川島なお美
- 山口馬木也